# Ejército Nacional de Comoras
Las Fuerzas Armadas de Comoras (en francés: Armée nationale de développement) son el ejército nacional de las islas Comoras. Las fuerzas armadas comorenses, están formadas por un pequeño ejército permanente y una fuerza policial de 500 miembros, así como una fuerza de reserva de defensa nacional de 500 miembros. Un tratado de defensa con Francia proporciona recursos navales para la protección de las aguas territoriales comorenses, el entrenamiento del personal militar comorense y la vigilancia aérea nacional. Francia mantiene una pequeña presencia de tropas en las islas Comoras a petición del Gobierno comorés. Francia mantiene una pequeña base naval y un destacamento de la Legión Extranjera Francesa en la isla de Mayotte.

## Estructura

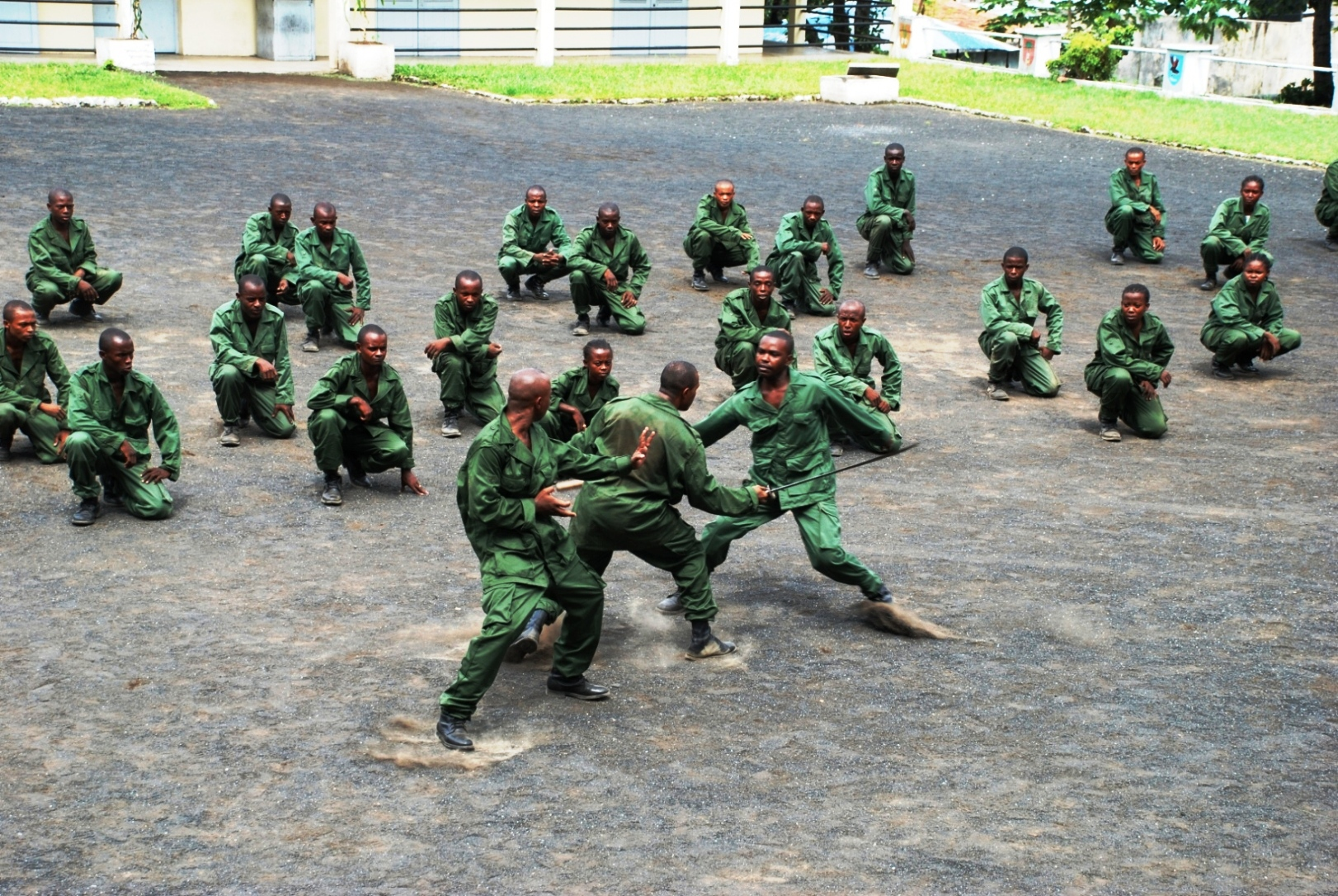
Soldados de la Fuerza de Defensa de Comoras, demuestran sus habilidades con el combate cuerpo a cuerpo.

Las fuerzas armadas comorenses están formadas por los siguientes componentes:
- Academia militar de las Fuerzas Armadas de Comoras.
- Ejército de tierra de Comoras.
- Fuerza aérea de Comoras.
- Gendarmería de Comoras.
- Guardia costera de Comoras.
- Guardia Presidencial de Comoras.
- Sanidad militar de Comoras.

## Aeronaves
| Nombre                        | Fotografía                    | Origen                        | Tipo                              | Unidades                      | Fabricante                           |
| Aviones de transporte militar | Aviones de transporte militar | Aviones de transporte militar | Aviones de transporte militar     | Aviones de transporte militar | Aviones de transporte militar        |
| ----------------------------- | ----------------------------- | ----------------------------- | --------------------------------- | ----------------------------- | ------------------------------------ |
| Cessna 401 / 402              |                               | Estados Unidos                | Avión utilitario                  | 1                             | Cessna                               |
| Let L-410 Turbolet            |                               | República Checa               | Avión de línea regional           | 1                             | Let Kunovice                         |
| Aérospatiale SN-601 Corvette  |                               | Francia                       | Avión de negocios                 | 1                             | Aérospatiale                         |
| Helicópteros militares        |                               |                               |                                   |                               |                                      |
| Mil Mi-14                     |                               | Rusia                         | Helicóptero de transporte militar | 2                             | Fábrica de helicópteros Mil de Moscú |
| Airbus Helicopters H125       |                               | Francia                       | Helicóptero utilitario            | 1                             | Airbus Helicopters                   |
| Avión de entrenamiento        |                               |                               |                                   |                               |                                      |
| Aermacchi SF-260              |                               | Italia                        | Avión de entrenamiento            | 5                             | Alenia Aermacchi                     |

## Armamento
| Nombre            | Imagen  | Origen     | Tipo                          | Munición          | Fabricante                                                               |
| Fusiles           | Fusiles | Fusiles    | Fusiles                       | Fusiles           | Fusiles                                                                  |
| ----------------- | ------- | ---------- | ----------------------------- | ----------------- | ------------------------------------------------------------------------ |
| AK-47             |         | Rusia      | Fusil de asalto               | 7,62 × 39 mm      | Corporación Kalashnikov                                                  |
| Tipo 81           |         | China      | Fusil de asalto               | 7,62 × 39 mm      | Norinco                                                                  |
| FN FAL            |         | Bélgica    | Fusil de combate              | 7,62 × 51 mm OTAN | FN Herstal                                                               |
| Ametralladoras    |         |            |                               |                   |                                                                          |
| Ametralladora NSV |         | Kazajistán | Ametralladora                 | 12,7 × 108 mm     | Empresa de construcción de maquinaria de Kazajstán Occidental JSC (ZKMK) |
| Lanzacohetes      |         |            |                               |                   |                                                                          |
| RPG-7             |         | Rusia      | Granada propulsada por cohete | Cohete de 85 mm   | Bazalt                                                                   |

## Automóviles
| Nombre          | Imagen     | Origen     | Tipo            | Fabricante        |
| Camionetas      | Camionetas | Camionetas | Camionetas      | Camionetas        |
| --------------- | ---------- | ---------- | --------------- | ----------------- |
| Mitsubishi L200 |            | Japón      | CamionetaPickup | Mitsubishi Motors |